# Le Garçon d'étage
Singles de Elsa Lunghini
Oser (Juin 2008) Les Tremblements de terre (Janvier 2009)
Pistes de Elsa Lunghini
Les Évidences Ce qui n'existe pas
26e single d'Elsa Lunghini, extrait de l'album éponyme Elsa Lunghini.
Titre surprenant que ce garçon d'étage! La chanson parle en fait d'un couple qui a subi les ravages du temps, dévallant un à un les étages de la passion, et se retrouvant ainsi au niveau du garçon d'étage qui bien, qu'il officie dans les étages, comme son nom l'indique, est en fait relégué aux bas étages où on l'appelle.
Aucun vidéo clip n'a assuré la promotion de ce single, qui est passé inaperçu.

## Supports commerce
- CD monotitre promotionnel
  - Piste 1 : Le Garçon d'étage   3:09

- Téléchargement légal